# گورال
گورال (نام علمی: Naemorhedus) نام یک سرده از زیرخانواده بزسانان است.